# Білгородська гривня
Білгородська гривня — золотий амулет-змійовик, знайдений 11 липня 1887 року.

## Історія
На землі давнього Білгорода, що розташувався на правому березі річки Ірпеня, за 17 кілометрів на захід від Києва, 11 липня 1887 року знайдено золотий амулет-змійовик, відомий як «Білгородська гривня». Зараз він зберігається у Державному Російському музеї в Санкт-Петербурзі, а до 1930 року належав Ермітажу.

## Характеристики
Білгородська гривня становить золотий диск діаметром 4,9 сантиметрів, товщиною 0,3 см; завдяки невеличкому гранчастому оглавію з геометричним орнаментом, річ сягає заввишки 5,8 сантиметрів. Твір виготовлено в техніці литва за восковою моделлю й оброблено карбуванням.

### Аверс
На лицевому боці виробу плискувате напівфігурне зображення Богородиці з немовлям на правій руці, оточене двома кільцями грецьких написів.

### Реверс
На звороті — виконані в більш високому рельєфі жіноча голова із оточуючими її зміями в колі грецького напису.

## Походження (час створення)
Виникає враження, нібито композиція запозичена з якогось готового виробу, адже вбачати залучення двох ювелірів для виготовлення такого маленького витвору немає жодних підстав. За всіма ознаками типологічними і стилістичними амулет-змієвик належить до зразків київського золотарства 11-12 століття, близько 1100 року. Своїм загальним виглядом вона нагадує славозвісну золоту «Чернігівську гривню», виготовлену ймовірно близько 1084—1094 років для Володимира Мономаха.То, безперечно, є досконаліший витвір торевтики, із зображенням на лицевому боці лоратного архангела Михайла. Існували його бронзові копії, подекуди позбавлені чіткості рельєфу. Зв'язок білгородської знахідки з Чернігівською гривнею, суто генетичний, у чому ми переконуємося, порівнюючи подібні за загальною схемою змієподібні композиції. Більш ранній майстер значно краще відчував антикизіруючі форми свого візантійського взірця, а для ювеліра, котрий був його молодшим сучасником деякі деталі залишалися незрозумілими. Своє тяжіння до «пластичної графіки» він цілком виявив у зображенні Богородиці. Проте зв'язок обох витворів не полишає сумніву. І якщо «Чернігівську гривню» виготовлено для Володимира Мономаха, то чи не був власником «Білгородської гривні» його син Мстислав, який князював у Білгороді в 1117—1125 роках? Його родина? Вчені припускають, що це можливо так. Поки це запитання набуває подекуди риторичного забарвлення.